# Bill Dwyer (tihotapec)
William Vincent Dwyer, poznan kot »Veliki Bill« Dwyer, ameriški gangster, * 1883, † 1946, Belle Habour, Queens, New York, New York, ZDA.
Dwyer je bil gangster iz zgodnjega obdobja prohibicije in tihotapec iz New Yorka v 20. letih. Svoje zaslužke je uporabljal za nakup športnih posesti, med drugim je bil lastnik dveh hokejskih klubov iz lige NHL, klubov New York Americans in Pittsburgh Pirates. Naposled ga je dotolkla ameriška vlada s svojimi zakonskimi postopki, tako da je Dwyer bankrotiral in umrl leta 1946.

## Zgodnje življenje in prohibicija
Dwyer se je rodil in je odraščal v soseski Hell's Kitchen v Manhattanu. Postal je eden od vodilnih tihotapcev alkoholnih pijač v začetnem obdobju prohibicije. Na višku svoje prevlade je poveljeval floti 20 ladij, na katerih so tihotapili rum. 
Dwyer je delal kot ladijski skladiščnik (najel ga je prijatelj George Shevlin), preden je leta 1919 prišel v veljavo prohibicijski zakon Volstead Act. Ker je imel Dwyer dostop do dostavnih tovornjakov podjetja, garaž in drugih pomembnih objektov, je v enem letu prevzel vodilno mesto v tihotapstvu v mestu Manhattan. Njegovo omrežje garaž je bilo zmožno skriti veliko število dostavnih tovornjakov, v garaže pa se je dalo vstopiti le skozi skrivna vrata in prehode, ki so jih poznali le Dwyer in nekateri njegovi sodelavci. 
Sčasoma se je odcepil od Shevlina in vzpostavil tihotapsko organizacijo, ki je vodila iz Evrope naravnost v Manhattan. Povezal se je z Owneyjem Maddenom in kasneje s Frankom Costellom ter kmalu začel obračunavati s konkurenco, kot je bil Vannie Higgins  in ostali. Dwyer si je preko Jamesa Hinesa zagotovil politično zaščito Tammanyja Halla, kot tudi pripadnikov newyorške policije in obalne straže, kar je omogočilo, da so Dwyerjeve pošiljke prispele brez vmešavanj. 
Leta 1925 so sicer Dwyerja med tajno operacijo Prohibicijskega biroja aretirali, ker je poskusil podkupiti pripadnike obalne straže, in ga obsodili na dve leti zapora. Po 13 mesecih so ga izpustili zaradi lepega vedenja, po vrnitvi iz zapora se je počasi začel umikati iz tihotapstva in investiral svoj denar v bolj zakonite posle, med drugim v kazinoje, konjska dirkališča in športne klube. Nakupil je eno nogometno moštvo in dve hokejski. Ob padcu prohibicije leta 1932 se je že popolnoma umaknil iz tihotapstva in živel z ženo in petimi otroki v Belle Harbourju, Queens. Tam je leta 1946 umrl za srčnim napadom. 

## Vstop v profesionalni šport
Leta 1925 je Tex Rickard prepričal Dwyerja, da je ta nabavil hokejski klub Hamilton Tigers, ki je tedaj deloval v ligi NHL. Dwyer je klub preselil v New York in ga preimenoval v New York Americans. Za selitev in preimenovanje kluba je vložil 75.000 dolarjev. Z bogastvom, ki si ga je nakopal v prohibicijskem tihotapstvu, je podpisal nekaj zelo donosnih pogodb, med drugim je s klubom triletno pogodbo sklenil Billy Burch, za katero se je govorilo, da je vredna tedaj nepredstavljivih 25.000 dolarjev. Shorty Green je prav tako prejel visoko povišico, saj je njegova plača narasla iz 3.000 na 5.000 dolarjev. V tistem času so namreč hokejisti lige NHL služili po 1.500 do 2.000 dolarjev na leto. V klubu je zavzel aktivno vlogo lastnika in je pogosto s prevarami poskušal dobivati ligaške tekme. Nekoč je na primer plačal sodnika za golom, ki je videl zadetek, ko se je plošček samo dotaknil golove črte. To se je zgodilo nekega večera v sezoni 1927/28 med gostovanjem Ottawe v dvorani Madison Square Garden. Sodnik za golom je bil sicer bolj zainteresiran za zbadanje vratarja Ottawe Alexa Connella. Connell je naposled sodnika udaril v nos, zaradi česar so Dwyerjevi sodelavci želeli Connella še tisto noč ubili. Policijsko varstvo je bilo potrebno, da je Connell ušel iz dvorane tisto noč. Tudi na železniški postaji je bilo napeto, saj je Connella nekdo vprašal, če je on človek po imenu Alex Connell. Connell se je zlagal in zatrdil, da to ni on, saj je vedel, da je v nevarnosti. 
Americansi so se razcveteli, Dwyer pa je tajno prevzel drug NHL klub, Pittsburgh Pirates. V Pittsburghu je na mesto lastnika postavil bivšega boksarja Bennyja Leonarda, ki je bil dejansko njegov pomočnik. Klub je sčasoma zapadel in se preselil v Filadelfijo, kjer je po porazni sezoni leta 1931 dokončno propadel. Leta 1935 je ameriška vlada dobila veliko tožbo zoper Dwyerja, ki ga je v trenutku napravila praktično brez vsakega penija. Ostal mu je tako le klub New York Americans, v katerem pa je tudi izgubljal denar. Tik pred sezono 1936/37 je liga NHL prevzela nadzor nad Americansi, rekoč da je finančni status kluba kritičen. Zaradi te poteze je Dwyer nato tožil ligo, a so vodilni možje lige to poravnali in ga postavili nazaj za lastnika kluba, ter mu dali čas, da poravna svoje dolgove. Red Dutton, ki je bil tedaj direktor in trener moštva, je Dwyerju za klub posodil 20.000 dolarjev, ki jih je Dwyer kmalu potem izgubil v kockarski igri.  Ko nato tudi po koncu sezone ni bil sposoben odplačati svojih dolgov, je liga klub postavila pod svoj nadzor.